# 主动光学

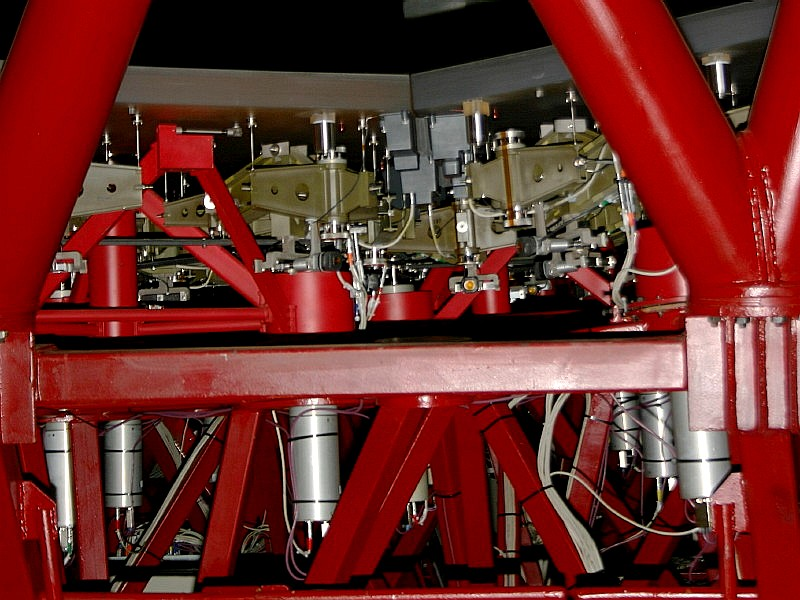
加那利大型望遠鏡的主動光學促動器。

主動光學是在1980年代發展出來，使用在反射望遠鏡的一種技術，它主動的塑造望遠鏡的鏡面，以消除來自外部，例如風、溫度、機械應力變形等的影響。沒有主動光學，就不可能建造8米級以上的望遠鏡，也不會有拼接鏡面望遠鏡的可行性。
這種方法除了應用在北歐光學望遠鏡之外，也用在新技術望遠鏡、伽利略國家望遠鏡、凱克望遠鏡，以及所有在1990年代之後建造的大望遠鏡。
不要將主動光學與調適光學混淆在一起，後者是在短時間內運作，以糾正大氣畸變。

## 在天文學

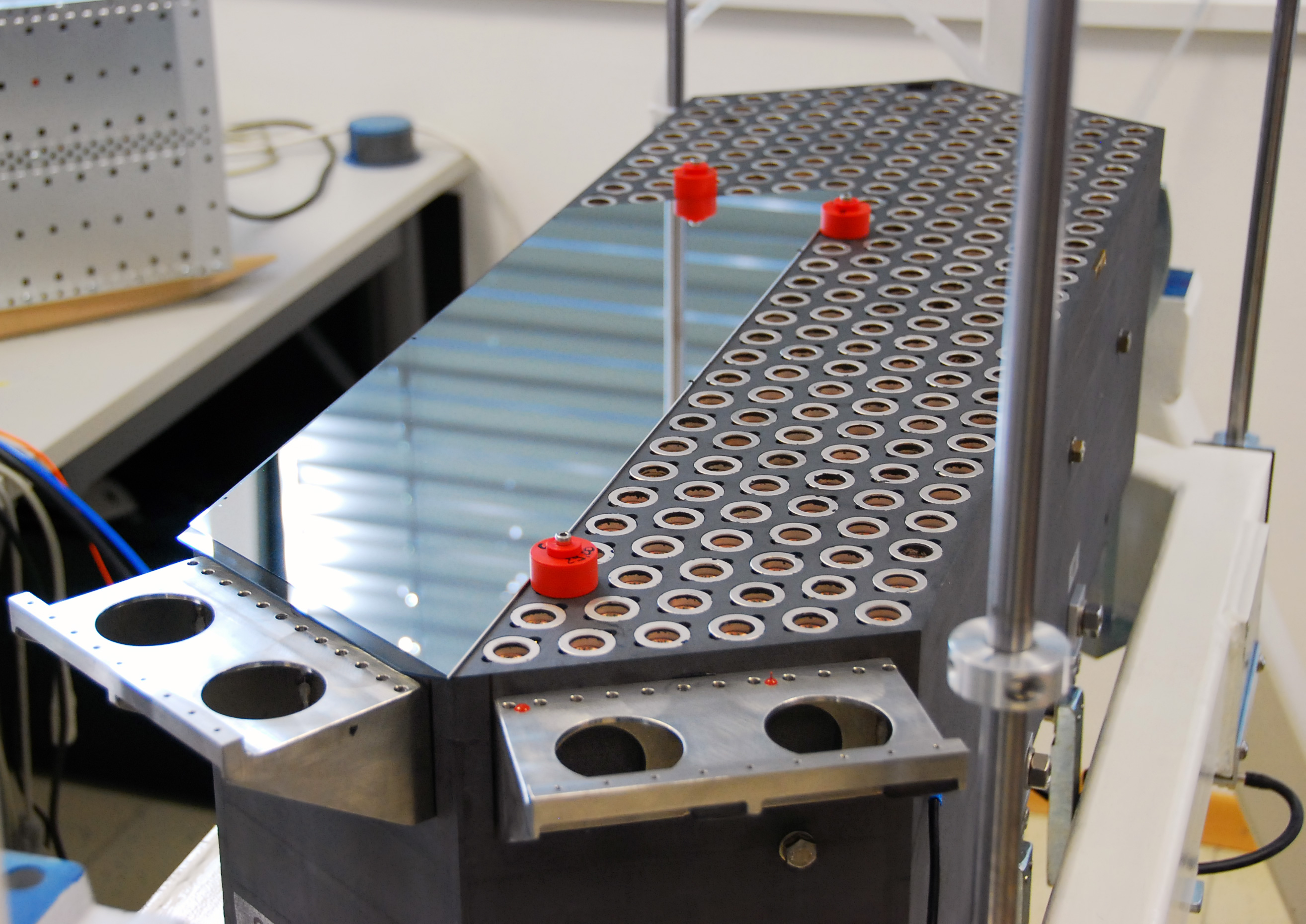
E-ELT主動光學支援系統的原型部分。

現代的望遠鏡幾乎都是反射鏡，它們的主要元件都是非常巨大的面鏡。  在歷史上，主鏡為了維持正確的表面形狀以避免受到風和自身重力造成的變形，都非常的厚重。這限制了它們最大只能建造口徑5至6米（200英吋至230英寸）的望遠鏡，例如帕洛瑪山天文台的海爾望遠鏡。
1980年代起，新一代的望遠鏡使用薄且重量輕的鏡面。他們因為太薄而不能固定的維持正確的形狀，所以使用促動器的陣列連接到鏡子的後面。促動器可以施力在鏡面，使反射面保持正確的形狀，而不需要重新置放。望遠鏡也可以分割成許多個較小的鏡面，可以以減少大型反射鏡因為整體所產生的重量而導致的下垂與變形。
促動器的組合、影像品質檢測器，經由電腦控制促動器已獲得最佳的影像，被稱為"主動光學"。
主動光學的名稱意味著系統能保持它的鏡面（通常是主鏡）在最佳成像的狀況下，以抵禦風、下陷、熱膨脹和望遠鏡軸變形等環境力的影響。主動光學補償扭曲變形的變化是緩慢的，大致上是以秒為單位。因此望遠鏡是持續奪動的，維持在它能最佳成像的位置上。

### 與調適光學比較
主動光學不應該與調適光學混淆，後者在更短的時間尺度上運作，以補償大氣效應，而不是鏡像變形。主動光學補償的是溫度、重力的影響，本質上是較慢（1Hz）
，並且有較大的畸變振幅。另一方面，調適光學是依根據波長和天氣狀況，以100-1000Hz（格林伍德頻率）校正大氣層對圖像造成扭曲的影響。這種修正需要快得多的頻率，振幅也小得多。因此調適光學使用較小的修正鏡。這在過去是單獨使用一個不在望遠鏡集成光路上的鏡子，但現在可以使用望遠鏡的次鏡 或第三，甚至第四反射鏡。

## 其它的應用
複雜的雷射裝置和干涉儀也可以使用主動光學來穩定。
光束的一小部分透過轉向鏡被導向用來測量雷射光束位置的4個象限二極體，另一個在透鏡後面焦平面上的被用來測量方向。使用PID控制器可以加快系統的速度，或者免除躁訊。對於脈衝雷射器，控制器應鎖定在重複的頻率上；連續（非脈衝）的先導光束可以用頻寬在10千赫茲的低頻雷射器（反制振動、空氣湍流、和聲學噪音）。
有時，法布里-珀羅干涉儀必須經過長度的調整才能讓給定的波長通過。因此，反射光是通過法拉第旋轉器和偏振光來提取。由聲光調製器或干涉產生的波長微小變化與傳入輻射的一小部分所提供的資訊，可以說明法布里-珀羅干涉儀是太長或太短。
長光學腔對鏡像是否對齊非常敏感，控制電路可以用於峰值功率，一種可能是在鏡的尾端執行小的旋轉。如果這個旋轉是處於最佳位置時，則不會產生能量振盪。任何指向振盪器的光束都可以使用上面提到的光束轉向機制來消除。
利用主動變形掠入射鏡的X射線主動光學也在進行研究中。

## 外部連結
- An introduction to active & adaptive optics (European Southern Observatory web-site)
- Active optics（页面存档备份，存于） on ESO's NTT.
- Active optics（页面存档备份，存于） at the Gran Telescopio Canarias.